# Vlag van Chisinau

Vlag van Chisinau

De vlag van Chisinau werd op 11 juni 1998 goedgekeurd door de gemeenteraad. De vlag heeft een wit veld. In het midden staat het stadswapen; in een azuurblauw veld staat een gouden adelaar met een zwartgekleurd borstschild, in het schild staat het wapen van Moldavië - een stierenkop, een ster, een roos en een maan. Het wapen is geplaatst op een gestileerde gevlochten streep van gele en bruine kleuren. Het witte deel van de vlag symboliseert het gebied van de "vesting", en de gordel met een vlechtwerk, een element ontleend aan de versiering van architectonische monumenten, de tijd van verschijnen en ontwikkeling van de "vesting": heden, verleden en toekomst, en symboliseert ook de Drie-eenheid. De afmetingen van de vlag van Chisinau zijn over het algemeen identiek aan de officiële afmetingen van de staatsvlag van Moldavië.